# یواس‌اس سدراستورم (دی‌یی-۳۱)
یواس‌اس سدراستورم (دی‌یی-۳۱) (به انگلیسی: USS Sederstrom (DE-31)) یک کشتی بود که طول آن ۲۸۹ فوت ۵ اینچ (۸۸٫۲۱ متر) بود. این کشتی در سال ۱۹۴۳ ساخته شد.